# Banco París
Banco París fue un banco chileno propiedad de Cencosud que funcionó entre 2004 y 2016. Su domicilio legal estaba ubicado en Morandé 115, piso 4, Santiago de Chile.

## Historia
El 9 de agosto de 2004, el banco obtuvo la autorización de existencia por parte de la Superintendencia de Bancos e Instituciones Financieras, según resolución N.º 103. Posteriormente, el 25 de noviembre de 2004, mediante Resolución N.º 157, la Superintendencia de Bancos e Instituciones Financieras autorizó a Banco París para iniciar sus actividades, dando inicio a sus operaciones comerciales el 6 de diciembre de 2004.
El banco se creó tras la alianza con Santander Chile. El acuerdo exigía que Santander Chile, transfiera su división Santiago Express al Banco París, que le dio 60 oficinas a nivel nacional, alrededor de 70.000 clientes e ingresos anuales de unos 130 millones de dólares. Esto fue valorado en un poco menos de 50 millones de dólares. A cambio, se entregó a Santander Chile activos correspondientes a los de los clientes de tarjetas de crédito de París denominados "prime" y dio a sus clientes acceso a los cajeros automáticos de Santander Chile. París también extendió a Santander Chile el acceso a sus instalaciones de tarjetas de débito y productos financieros.
En mayo de 2010 el Banco París acumulaba utilidades por 1632 millones de dólares y operaba en segmentos de ingresos medios-bajos participando con el 1,9% del stock de colocaciones de consumo del sistema financiero.
Para julio de 2012, Banco París acumula pérdidas por 5414 millones de pesos. Ante este escenario, el directorio del banco aprobó un aumento de capital por 20.000 millones de pesos, que en parte cubrirá las pérdidas y el resto se utilizará para financiar el crecimiento del banco.

### Acuerdos con Itaú
En junio de 2013 Cencosud e Itaú anunciaban que, mediante un empresa conjunta, Cencosud traspasaría el 51% de la propiedad de su negocio de tarjetas de crédito a Itaú, que para Itaú implicaría el desembolso de 307 millones de dólares y para Cencosud sería el desembolso de 1.580 millones de dólares, acción que le permitiría reducir su carga financiera. Sin embargo, en diciembre de 2013, el acuerdo terminó y Cencosud adelantó que está evaluando iniciar acciones legales contra Itaú.
Aseguran que los ejecutivos de Itaú Brasil empezaron a dilatar las negociaciones cuando el grupo Saieh planteó su plan de recuperación de SMU. Tras esos hechos, las conversaciones comenzaron a entramparse, y vino la postergación del due diligence por 90 días. Itaú planteó a Cencosud la idea de volver a aplazar el cierre de los contratos, lo cual coincidió con las primeras versiones de prensa de que Itaú era uno de los interesados en fusionarse con Corpbanca. Ese hecho fue el que definitivamente desencadenó que Cencosud decidiera poner fin a las negociaciones.
En este nuevo escenario, Cencosud habría tomado la decisión de que su negocio de tarjetas de crédito pase a estar administrado ahora por Banco París, siendo una alternativa descartada, razón por la que se negoció con Itaú.

### Huelga de trabajadores
En julio de 2014, los 131 miembros del Sindicato Nacional de Banco París, cuyo sueldo base van desde los 400 mil a los 600 mil pesos iniciaron la negociación colectiva. Lo que Cencosud propuso fue un bono, inicialmente de 200 mil pesos y luego en la mediación se logró aumentar a 400 mil pesos, pero era considerado insatisfactorio, porque las expectativas estaban en el trabajo de los operarios y las utilidades del banco. Luego de eso se votó la huelga.
Al final, en vez de un bono de término de conflicto, obtuvieron un “aporte sindical” por parte de la empresa, de 81 millones 450 mil pesos, lo que se repartiría en partes iguales para todos los miembros del sindicato. En total, correspondieron como 620 mil pesos a cada uno y como sindicato se puso una diferencia de un millón 80 mil pesos para redondearlo en 630 mil, terminando la huelga el 14 de agosto. El 29 de agosto, el gerente general de Banco París, Andrés Munita, enviaba un comunicado a los trabajadores no sindicalizados reconociendo “a todos quienes a pesar de las inquietudes existentes y de los eventos provocados por esta negociación, se mantuvieron atentos a sus labores, permitiendo dar continuidad al negocio sin inconvenientes”. A cada uno de ellos, se le anunciaba el pago de un “bono especial” de 400 mil pesos a rentas menores de un millón de pesos, y de 340 mil pesos a las que superaran ese monto; regalía que excluía a gerentes y subgerentes.
En diciembre de 2014 se anunció que se cerrarán 8 sedes de las 9 que quedan.

### Fusión con Scotiabank y cierre
En 2014, Scotiabank selló una empresa conjunta con Cencosud para operar las tarjetas de crédito durante 15 años, lo que permitió al banco acceder a 2,5 millones de clientes adicionales y convertirse en el tercer mayor proveedor de tarjetas de crédito de Chile. Scotiabank posee una participación de 51% y Cencosud una participación de 49%. Antes de la empresa conjunta, Banco París con créditos por 9700 millones de pesos (14 millones de dólares), tenía apenas el 0,006% de las colocaciones del sistema bancario chileno.
En abril de 2015, Cencosud planea vender Banco París en un plazo de tres a seis meses para focalizarse en sus principales áreas de negocios. La intención de vender el banco se conoce luego de que la Superintendencia de Bancos e Instituciones Financieras autorizó a Cencosud y a Scotiabank a desarrollar en conjunto las tarjetas de crédito de Cencosud, lo que se sellaría la primera semana de mayo.
Tras la junta anual de accionistas del grupo, Jaime Soler, gerente comercial corporativo de Cencosud, declaró a periodistas que posterior al cierre con Scotiabank, inmediatamente van a empezar un proceso de venta del Banco París, que esperan llevarlo a cabo durante los próximos tres a seis meses. Cencosud cederá el control y desarrollo de las tarjetas de crédito en Chile a Scotiabank, previo pago de unos 280 millones de dólares.
Posteriormente a abril de 2015, se quedó con una cartera muy pequeña, de cerca de 600 créditos hipotecarios y con alrededor de 44 mil cuentas de ahorro. Cencosud alcanzó a tener en torno a 600 mil clientes con productos de consumo en su banco, que fueron traspasados a CAT tras la asociación con Scotiabank.
Para agosto de 2015, había cuatro interesados que planeaban quedarse con Banco París, el Industrial & Comercial Bank of China, el grupo Aval y dos grupos chilenos, entre ellos, una familia que fue dueña de un banco.
El 1 de mayo de 2015, Banco París dejó de comercializar productos bancarios.
A comienzos de 2016, la compañía se encontraba en medio de un proceso para "dar de baja" el Banco París. El tamaño reducido de la cartera de clientes y créditos de este banco no logró convencer a ningún inversionista. Cencosud está apuntando sus fichas a la empresa conjunta que creó con Scotiabank por su negocio de tarjetas de crédito.
El 28 de diciembre de 2016, la Superintendencia de Bancos e Instituciones Financieras autorizó a Scotiabank Chile para adquirir los activos y pasivos de Banco París en los términos y condiciones del contrato denominado “Contrato de Compraventa y Cesión de Cartera de Activos y de Traspaso y Asunción de Pasivos” celebrado con fecha 15 de diciembre de 2016 entre ambos bancos. Además, en la misma fecha, la Superintendencia de Bancos e Instituciones Financieras autorizó a Banco París para proceder con la enajenación de 31 acciones de su participación en la sociedad de apoyo al giro “Sociedad Operadora de la Cámara de Compensación de Pagos de Alto Valor S.A.”
Mediante Resolución N.° 519 también emitida el 28 de diciembre de 2016 por la Superintendencia de Bancos e Instituciones Financieras, se aprobó la disolución anticipada de Banco París, y revocó la Resolución N.° 103 de fecha 9 de agosto de 2004 que autorizó la existencia y aprobó los estatutos de Banco París como sociedad anónima bancaria.

### Operaciones en Perú
En 2009, las declaraciones de Felipe Tam Fox, jefe de la Superintendencia de Banca, Seguros y AFP en ese entonces, al diario chileno El Mercurio confirmaron el interés de Cencosud por instalar un banco en el mercado peruano a mediados de 2010. Cencosud ya inició los trámites para la constitución de la filial peruana del Banco París y para obtener la licencia bancaria, que según la reglamentación peruana debe ir acompañada de un estudio de factibilidad. Su marcha se concretaría en nueve meses.
En julio de 2010, Cencosud informó a la Comisión Supervisora de Empresas y Valores (actual Superintendencia del Mercado de Valores) que modificó sus estatutos para ampliar su objeto social a la realización de negocios financieros, inmobiliarios y ventas al por mayor y por menor. Además de registrar su marca y logotipo ante el Instituto Nacional de Defensa de la Competencia y de la Protección de la Propiedad Intelectual, en el giro de servicios bancarios y servicios prestados en los negocios bancarios, financieros y monetarios, servicios de estimaciones financieras y de inversiones de capitales y otros vinculados al rubro. También informaron que comenzarían sus operaciones entregando tarjetas de crédito, pero no confirmaron una fecha fija.
Luego en agosto de 2010, informaron que la apertura de las oficinas de esta nueva entidad financiera no se concretaría este año, sino en 2011, debido a que el trámite legal que debe seguir Cencosud para instalarse en el Perú le podría tomar más de seis meses. A lo largo de 2010, Cencosud planea invertir en el país 230 millones de dólares en la apertura de 10 nuevos locales, que se sumarán a los 59 que ya tienen Metro y Wong. Dentro de ese desembolso estaría incluido el presupuesto para la instalación del Banco París y las tiendas por departamento París.
Recién en 2012, se concretó el proceso debido y la Superintendencia de Banca y Seguros del Perú le dio la autorización para iniciar operaciones con un solo local en el Distrito de Miraflores y poco a poco fue extendiendo sus sucursales en los supermercados Metro y Wong y en las tiendas por departamento París, pero con el nombre de Banco Cencosud (actual Caja Rural de Ahorro y Crédito Cencosud Scotia S.A.)